# Батрацкое кладбище
Батрацкое кладбище (также имеет названия Батрацкая гора, Батрацкие выселки) — действующее кладбище в городе Сызрани Самарской области.
Находится у восточной окраины города рядом с автомобильной дорогой 36К-614, соединяющей Сызрань с федеральной автомобильной дорогой М5 «Урал».
Занимаемая кладбищем площадь — 40,0 га, ориентировочное количество захоронений в год — более 700.
В настоящее время[когда?]

 погребения на кладбище производятся на свободных участках и в существующие семейно-родственные могилы. Обряды по отпеванию усопших совершаются в церкви Татианы Мученицы (возведена в 2010 году).